# ウールジャン・チャクル
- ウグルカン・チャクル

ウールジャン・チャクル（Uğurcan Çakır 、1996年4月5日 - ）は、トルコ・アンタルヤ出身の同国代表プロサッカー選手。トラブゾンスポル所属。ポジションはGK。

## 経歴

### クラブ
1461トラブゾンを経て、2012年にトラブゾンスポルの下部組織に加入。2015年7月、UEFAヨーロッパリーグのFKラボトニツキ戦でトップチームデビューを果たした。

### 代表
2019年5月30日、親善試合のギリシャ戦でトルコ代表デビュー。

## タイトル
トラブゾンスポル
- テュルキエ・クパス (1): 2019–20
- TFFスュペル・クパ (1): 2020[3]